# Meugliano
Meugliano är en ort i storstadsregionen Turin i regionen Piemonte, Italien. Meugliano var före den 1 januari 2019 en egen kommun, men slogs då samman med Trausella och Vico Canavese för att bilda kommunen Valchiusa. Kommunen hade före sammanslagningen 78 invånare.